# Liste der Gebäude auf dem Newski-Prospekt
Die Liste der Gebäude auf dem Newski-Prospekt beinhaltet alle bis heute bestehenden Gebäude auf der Sankt Petersburger Straße Newski-Prospekt. In der ersten Tabelle finden sich die Häuser an der südlichen (ungeraden) Straßenseite, in der zweiten diejenigen an der nördlichen (geraden) Seite.

## Ungerade Seite
| Bild | Haus-Nr. | Baujahr             | ggf. Umbau                     | Kommentare |
| ---- | -------- | ------------------- | ------------------------------ | --- |
|      | 1/4      | 1770er-Jahre        | 1910–11                        | Ursprünglich diente das Haus an der Ecke zum Admiralteiski-Prospekt als Privatwohnsitz, im 19. Jahrhundert war es zeitweise als Hotel London geführt, später befand sich dort der Sitz einer Privatbank. Beim Umbau 1910–11 unter Leitung von W.P.Zeidler wurde das Haus um zwei Etagen aufgestockt. |
|      | 3        | 1779                | 1840–41                        | Bis zur Oktoberrevolution 1917 diente es als Wohnhaus, beim Umbau durch A.M.Gornostajew erhielt das Gebäude ein weiteres Stockwerk. Zu Sowjetzeiten befanden sich dort Redaktionen diverser Zeitungen und Magazine. |
|      | 5        | 1802–04             | 1884–85                        | Das klassizistische Wohnhaus wurde in den 1880er-Jahren durch eine Versicherungsgesellschaft erworben und auf die heutige Gestalt umgebaut. |
|      | 7–9/1    | 1911–12             |                                | Das Gebäude wurde als Wohn- und Bürohaus auf einem Grundstück errichtet, auf dem vorher zwei Häuser gestanden hatten. Erbaut wurde es im Stile der italienischen Renaissance durch den Architekten M.M.Peretjatkowitsch, die fünfstöckige Fassade ist mit grauem Granit verkleidet. Das Haus steht an der westlichen Ecke zur Kleinen Seestraße (Malaja Morskaja Uliza). |
|      | 11/2     | 1802–04             | 1898–1900                      | Als Zinshaus an der östlichen Ecke zur Kleinen Seestraße errichtet, erhielt das klassizistische Gebäude beim Umbau 1898–1900 ein fünftes Stockwerk und als eines der ersten Häuser in der Stadt auch einen Aufzug. 1928–40 lebte der bekannte Biologe und Genetiker N.I.Wawilow in dem Haus. Auf dem benachbarten Grundstück an der Kleinen Seestraße wurde seit 2009 das Zugangsgebäude des U-Bahnhofs Admiralteiskaja errichtet. |
|      | 13/9     | 1804–06             |                                | Das klassizistische vierstöckige Haus steht an der westlichen Ecke zur Großen Seestraße (Bolschaja Morskaja Uliza). Wie auch 11/2, diente es im 19. Jahrhundert als Mietshaus, auch mehrere bekannte Personen waren jeweils kurzzeitig Bewohner des Hauses (darunter der Dichter A.S.Gribojedow (1817), Komponist M.P.Mussorgski (1867–68)). |
|      | 15/14    | 1768–71             | 1859–61                        | Das Haus zwischen der Großen Seestraße und dem Moika-Ufer wurde für N.I.Tschitscherin, einen ranghohen Polizeibeamten, im frühklassizistischen Stil errichtet. 1780–83 lebte in einer der Wohnungen der später zur Berühmtheit gekommene Architekt Giacomo Quarenghi. Ab 1858 gehörte das Gebäude den Jelissejew-Brüdern, den Gründern des Feinkostladens Jelissejew. Nach dem Umbau beherbergte ein Teil des Hauses die Räumlichkeiten der Adelsversammlung. Anfang der 1920er-Jahre diente es einige Jahre als „Künstlerhaus“, hier lebten und schufen zahlreiche Autoren und Künstler der Frühsowjetzeit (darunter N.S.Gumiljow, O.E.Mandelschtam, M.M.Soschtschenko, K.S.Petrow-Wodkin). |
|      | 17/46    | 1753–54             |                                | Das dreistöckige barocke Palais an der Ecke zum östlichen Moika-Ufer wurde nach einem Entwurf von B.F.Rastrelli erbaut. Es ist gemeinhin als Stroganow-Palais bekannt, da es ursprünglich für die Industriellenfamilie Stroganow errichtet wurde. Ende des 18. Jahrhunderts wurde der großzügige Innenhof umgebaut, im Palais entstand dabei ein Ensemble repräsentativer klassizistischer Hallen, die bis zur Oktoberrevolution als Gemäldegalerie dienten. Heute ist das Stroganow-Palais ein Teil des Russischen Museums und beherbergt u. a. eine Wachsfigurenexposition. |
|      | 19       | 1740er-Jahre        | 1830er-Jahre; 1951             | In den 1830er-Jahren wurde das ehemals zweistöckige Wohnhaus von der Gräfin S.W.Stroganowa (der damaligen Eigentümerin des benachbarten Stroganow-Palais) gekauft und vom Architekten P.S.Sadownikow zu einem klassizistischen vierstöckigen Zinshaus umgebaut. Heute gehört das Haus zusammen mit dem Stroganow-Palais dem Russischen Museum. |
|      | 21       | 1911–12             |                                | Errichtet nach einem Entwurf des Architekten M.S.Ljalewitsch als Pelzwarenladen der Firma Mertens, fällt das Gebäude durch drei arkadenartige Schaufenster auf, die die gesamten unteren zwei Drittel der Fassade einnehmen und dem Haus eine gewisse Ähnlichkeit zu italienischen Neorenaissance-Villen verleiht. |
|      | 23       | 1838–39             | 1908                           | Das Haus wurde von P.S.Sadownikow im Auftrag der Familie Stroganow, die das Grundstück erworben hatte, erbaut (zusätzlich zum Haus 19, das die Stroganows etwa zeitgleich durch denselben Architekten umbauen ließen). Es wurde als ein dreistöckiges klassizistisches Gebäude errichtet, bei der Aufstockung 1908 durch D.A.Schagin erhielt es zwei weitere Etagen. 1912 schmückte das Haus, zum ersten Mal überhaupt in Sankt Petersburg, eine auf dem Dach installierte Leuchtreklame. |
|      | 25/1     | 1814–17             | 1995–97                        | Das Haus an der Ecke zur Kasaner Straße einschließlich eines großen Innenhofes wurde 1814–17 nach einem Entwurf von W.P.Stassow in spätklassizistischem Stil errichtet. Es diente als Wohn- und Dienstgebäude für das Personal der benachbarten Kasaner Kathedrale, die unteren Etagen wurden an Geschäfte und Kontoren vermietet. Beim Umbau in den 1990er-Jahren zu einem Bürogebäude wurde der Innenhof mit einem Glasdach versehen, unter dessen Kuppel in der Mitte des Innenhofs ein Springbrunnen aufgestellt wurde. |
|      | (ohne)   | 1801–11             |                                | Das Areal zwischen der Kasaner Straße und dem Gribojedow-Kanal nimmt die Kasaner Kathedrale ein, die als eines der bekanntesten Sakralbauwerke der Russisch-Orthodoxen Kirche und mit ihrer auffälligen Kolonnade und der charakteristischen Dachkuppel im Stil des Römer Petersdoms als ein Paradebeispiel des Petersburger Klassizismus gilt. Der Entwurf der Kathedrale stammt größtenteils von A.N.Woronichin. |
|      | 27/18    | 1770er-Jahre        | 1820er-, 1880er-Jahre, 1973–74 | Ursprünglich handelte es sich beim Gebäude lediglich um das dreistöckige frühklassizistische Eckhaus an der Kreuzung des Newski-Prospektes mit dem Gribojedow-Kanalufer. In den 1820er-Jahren wurde von der Seite des Newski-Prospekts ein vierstöckiger Fortsetzungsbau errichtet. Weitere Umbauten, vor allem an den Fassaden, erfolgten in den 1880ern, als das Gebäude als Mietshaus geführt wurde. Während der Leningrader Blockade im Zweiten Weltkrieg wurde ein Teil des Hauses bei einem Artilleriebeschuss zerstört und 1944 wiederhergestellt. Der Eckbereich musste 1973–74 neu errichtet werden, als das Haus Ende der 1960er-Jahre infolge des U-Bahn-Baus zeitweise einzustürzen drohte. |
|      | 29       | 1886–87             |                                | Mit nur vier Fensterspalten bei ebenso vielen Stockwerken ist es das schmalste Haus auf dem Newski-Prospekt. Es wurde einst als privates Wohnhaus für den Handelsunternehmer D.W.Kulajew erbaut, der im Erdgeschoss einen Gemüseladen führte. |
|      | 31       | 1784–86             |                                | Das Grundstück wurde seit den 1730er-Jahren als Handelsreihen genutzt; der heutige Bau, 1786 nach einem Entwurf von Giacomo Quarenghi fertiggestellt, wurden seitdem als Silberreihen bezeichnet, denn in den Passagen wurde vor allem mit Schmuck und silbernem Besteck gehandelt. Die zweistöckige Arkadenkomposition der Hauptfassade ist an den nahe gelegenen Gostiny Dwor (35/17) angelehnt. Auch heute gibt es im Erdgeschoss des Gebäudes diverse kleinere Läden. |
|      | 33/1     | 1799–1804           |                                | Zwischen den Silberreihen und dem Haus 1 an der Duma-Straße bildet der Turm des Architekten Giacomo Ferrari das Eckgebäude. Der Turm wurde als Anbau zum Haus 1 errichtet, das noch bis zur Oktoberrevolution die Stadtduma Sankt Petersburgs beherbergte. Entsprechend wurde es im Stil eines typischen europäischen Rathauses gehalten, mit dem Unterschied allerdings, dass der dekorative Turm nicht über dem Gebäude selbst aufgestellt wurde, sondern rechts neben ihm, an der Straßenecke. Im 19. Jahrhundert diente der Turm, neben seiner Funktion als dekoratives Element des Dumagebäudes, auch als Feuerwehr-Beobachtungswarte sowie als Station des optischen Telegraphs. |
|      | (ohne)   | 1805–06             | 1971–72 (Wiederaufbau)         | Beim Portikus im Mittelbereich der Duma-Straße handelt es sich um ein Überbleibsel der einstigen Federnreihen, die 1798 von Kaufleuten erbaut worden waren. Der 1806 von Luigi Rusca angebaute Portikus bildete mit seinen sechs dorischen Säulen den Eingang der Reihen von der Seite des Newski-Prospekts. Zu Sowjetzeiten wurden die Reihen lange Zeit als ständige Ausstellung der Nahrungsmittelindustrie genutzt, bis sie Anfang der 1960er-Jahre beim Bau der Fußgängerunterführung unter dem Newski-Prospekt einschließlich des U-Bahn-Zugangs abgetragen wurden. 1971–72 wurde der Portikus ohne den Rest der Federreihen originalgetreu wiederaufgebaut, 1998–2004 wurde an der Stelle der alten Reihen ein neues Handelsgebäude im Stil dieser Reihen und des gegenüberliegenden Gostiny Dwor errichtet. |
|      | 35/17    | 1761–85             |                                | Das bekannteste Handelsgebäude Sankt Petersburgs, genannt Gostiny Dwor, nimmt das gesamte Grundstück zwischen dem Newski-Prospekt, der Sadowaja-Straße, der Lomonossow-Straße und der Duma-Straße ein. Es ist eines der ältesten klassizistischen Bauten der Stadt und wird seit jeher als Ladenpassage (zu Sowjetzeiten offiziell als Kaufhaus) genutzt. Erbaut wurde das Gebäude nach einem Entwurf von Jean-Baptiste Vallin de La Mothe und B.F.Rastrelli. 1967 wurde in den Eckbereich des Gebäudes zur Sadowaja-Straße das Eingangsvestibül des U-Bahnhofs Gostiny Dwor eingebaut. |
|      | 37       | 1796–1801           | 1828–34                        | An der östlichen Ecke Newski-Prospekt/Sadowaja-Straße wurde dieses klassizistische Gebäude 1801 von J.T.Sokolow für die Öffentliche Bibliothek der Stadt erbaut, die 1814 ihren Betrieb aufnahm. Bei der Erweiterung des Gebäudes 1828–34 durch Carlo Rossi entstand u. a. die ionische Säulenreihe im oberen Eckbereich, zeitgleich baute Rossi auch das benachbarte Ensemble um das zwischen dem Newski-Prospekt und dem Lomonossow-Platz gelegene Alexandrinski-Theater einschließlich diesem selbst. Heute beherbergt das Gebäude einen Teil der Buchbestände und der Lesesäle der Russischen Nationalbibliothek. |
|      | 39       | 1741–54             | 1776–78                        | Das Anitschkow-Palais, fertiggestellt von B.F.Rastrelli, gelegen zwischen dem kleinen Park vor dem Alexandrinski-Theater einerseits und dem westlichen Fontanka-Ufer (einschließlich der für das Palais namensgebenden Anitschkow-Brücke) andererseits, ist eines der ältesten Gebäude am Newski-Prospekt. 1776–78 wurde es für Graf G.A.Potjomkin umgebaut, ab Ende des 18. Jahrhunderts gehörte es bis 1917 dem Kaiserhof und war u. a. die Lieblingsresidenz Alexander III. Die Pavillons im Innenhof wurden von Carlo Rossi etwa zeitgleich mit dem Ensemble des Alexandrinski-Theaters errichtet. Ebenso im Innenhof findet sich das 1803–05 von Giacomo Quarenghi errichtete Gebäude mit dem ehemaligen „Kabinett Seiner Kaiserlichen Majestät“.                                                              |
|      | 41/42    | 1799–1800           | 1847–48                        | Belosselski-Beloserski-Palast Seit der ersten Hälfte des 19. Jahrhunderts gehörte das Palais an der östlichen Ecke des Prospekts mit dem Fontanka-Ufer dem Fürstengeschlecht Belosselski-Beloserski. Der ursprüngliche Bau war klassizistisch und entstand nach einem Entwurf von F.I.Demerzow, die heutige barock geprägte Fassade gestaltete A.I.Stackenschneider in den Jahren 1847–48. In den 1880er-Jahren ging das Palais in den Besitz des Großfürsten Sergei Alexandrowitsch über, bis 1917 blieb es im Besitz des Romanow-Hauses. Heute ist im Gebäude u. a. das „Museum für die Entwicklung der Demokratie im modernen Russland“ sowie Firmen- und Behördensitze untergebracht. |
|      | 43/1     | 1800er-Jahre        | 1900                           | Ursprünglich dreigeschossig, wurde das Haus um 1900, nachdem es vom Großfürsten Sergei Alexandrowitsch (dem Eigentümer des benachbarten Belosselski-Beloserski-Palais) erworben worden war, auf fünf Etagen aufgestockt. Das Gebäude bildet die westliche Ecke des Newski-Prospektes mit der Rubinstein-Straße. |
|      | 45/2     | 1800er-Jahre        | 1875–77                        | Das Haus an der östlichen Ecke zur Rubinstein-Straße entstand zeitgleich mit dem gegenüberliegenden Haus 43/1. 1858–64 war hier das erste Mädchengymnasium Sankt Petersburgs untergebracht. Beim Umbau 1875–77 durch A.L.Gun wurde das Haus fünfstöckig, die klassizistische Fassade enthält auch einzelne Elemente der französischen Renaissance und des Barocks. Anfang des 20. Jahrhunderts bestand im Erdgeschoss des Hauses (genau dort, wo heute ein McDonald’s-Restaurant ist) ein Café unter Führung des prominenten Moskauer Bäckers und Konditors D.I.Filippow. |
|      | 47/1     | 1800er-Jahre        | 1873–74; 1904–06               | Bis in die 1870er-Jahre gehörte das Eckhaus zum Wladimir-Prospekt dem gleichen Besitzer wie 45/2, danach zog nach einer umfassenden Rekonstruktion (unter anderem erhielt das Haus ein viertes Stockwerk) das Nobelrestaurant Palkin in das Gebäude. Beim Umbau 1904–06 wurde das Haus fünfstöckig, zugleich erhielt das Restaurant eine sehr großzügige Terrasse zum Newski-Prospekt hin im ersten Obergeschoss. Zu Sowjetzeiten beherbergten die ehemaligen Räumlichkeiten des Palkin u. a. ein Kino. Inzwischen wurde das Restaurant unter seinem alten Namen wieder eröffnet. |
|      | 49/2     | 1790er-1800er-Jahre | 1837–38; 1880–81               | Unter der ersten Eigentümerin des Hauses an der östlichen Ecke zum Wladimir-Prospekt, der Fürstin Schachowskaja, handelte es sich hierbei um ein dreistöckiges klassizistisches Haus. Ein weiteres Stockwerk kam beim Umbau in den 1830er-Jahren dazu. Bevor das Gebäude in den 1850er-Jahren zum Hotel Moskwa umfunktioniert wurde, lebten dort u. a. der Komponist M.I.Glinka (1828–29, 1851–52) und der Dichter N.A.Nekrassow (1840–41). Zur Sowjetzeit war im Ladenlokal im Erdgeschoss des Hauses u. a. das inoffiziell Saigon genannte Café, ein beliebter Szenetreff, untergebracht. Seit 2001 gibt es im Gebäude wieder ein Hotel, betrieben von der Radisson-Kette. |
|      | 51       | 1834–35             |                                | In diesem klassizistischen Wohnhaus lebte 1855–56 der Schriftsteller I.A.Gontscharow. Im 20. Jahrhundert beherbergte es ein Hotel, ein Kino und (bis heute) mehrere Geschäfte. |
|      | 53       | 1800er-Jahre        | 1882                           | Ursprünglich ein dreistöckiges Privathaus, wurde es bei der Rekonstruktion 1882 auf vier Etagen aufgestockt. Vor der Oktoberrevolution bestanden hier u. a. Arztpraxen und ein Kino, später mehrere Zeitschriften- und Buchverlage. |
|      | 55       | 2009                |                                | Das heutige Haus 55 stellt einen ans Original angelehnten Nachbau des Vorgängerhauses aus dem Jahr 1892 dar, welches in den 2000er-Jahren baufällig wurde. Es befinden sich heute zusätzliche Räumlichkeiten des benachbarten Hotels Newski-Palace (Häuser 57, 59) in dem Gebäude. |
|      | 57       | 1861–62             | 1913–14                        | Errichtet von A.I.Lange als vierstöckiges Zinshaus, wurde das Gebäude 1913–14 auf sechs Etagen aufgestockt, die Fassade erhielt dabei eine neoklassische Form. 1958 wurde hier das Hotel Baltijskaja eingerichtet, das nach einer umfassenden Rekonstruktion 1989–93 zum Fünf-Sterne-Hotel Newski-Palace wurde. |
|      | 59       | 2009                |                                | Ähnlich dem Haus 55 musste dieses 1874 errichtete Gebäude in den 2000er-Jahren, auch wegen der Schäden beim Umbau des Nachbarhauses zu Newski-Palace, abgerissen werden. Der Neubau wurde unter Beibehaltung der Originalgestalt der Fassade errichtet. |
|      | 61       | 1849                |                                | Das vierstöckige Wohngebäude wurde 1849 errichtet und seitdem nicht wesentlich verändert. 1910 wurde es mit dem Haus 59 mittels eines inneren Durchgangs in Höhe des dritten Stockwerks verbunden. |
|      | 63       | 1790er–1800er-Jahre | 1878                           | Erbaut als zweistöckiges Privathaus, wurde das Gebäude in den 1870er-Jahren um zusätzliche Hofflügel sowie um zwei weitere Stockwerke und ein Dachgeschoss erweitert. Die zentrale Kuppel des letzteren verleiht dem Haus eine Ähnlichkeit mit dem Belosselski-Beloserski-Palais (Haus 41/42). 1877–79 lebte der Schriftsteller N.S.Leskow in einer der Wohnungen in dem Haus. |
|      | 65       | 1902–04             |                                | Das Haus wurde nach einem Entwurf von L.L.Fufajewski errichtet und zählt sechs Etagen zuzüglich eines Dachgiebels. Die Fassade, deren unteren drei Etagen von breiten Schaufenstern der Laden- und Bürolokale geöffnet ist, weist für den Jugendstil charakteristische dekorative Elemente auf. Auch im Folgenden wurde das Gebäude vorrangig als Bürohaus genutzt. |
|      | 67       | 1842                | 1883; 1915–16                  | Im 19. und frühen 20. Jahrhundert befanden sich hier mehrere Mietwohnungen, in einer davon lebte 1901 und 1902 der Schriftsteller A.I.Kuprin. 1883 wurden zwei Etagen ergänzt, bei der Rekonstruktion 1915–16 erhielt die Fassade ihre heutige Gestalt in spätem Jugendstil. In den 1910er-Jahren sowie zu Sowjetzeiten beherbergte das Erdgeschoss des Hauses ein Kino. |
|      | 69       | 1851                |                                | Das unauffällige vierstöckige Wohnhaus wird heute teilweise als Hotel Newski-Forum genutzt. |
|      | 71/1     | 1848                | 2005–06                        | Erbaut als Wohnhaus mit Ladenflächen, beherbergte das vormals vierstöckige Gebäude an der Ecke des Prospektes zur Marat-Straße bis Anfang des 20. Jahrhunderts u. a. Mietwohnungen. 1967 wurden Teile des Erdgeschosses zum westlichen Zugangsvestibül des U-Bahnhofs Majakowskaja samt Schalterhalle umgebaut. Beim Umbau in den 2000er-Jahren wurde das Innere des Hauses zum mehrstöckigen Einkaufszentrum Newski-Atrium mit einer gläsernen Dachkuppel umgebaut. Dabei wurde das Haus auf fünf Etagen aufgestockt. |
|      | 73/2     | 1834–38             | 1901                           | Das spätklassizistische Wohnhaus wurde nach einem Entwurf von L.A.Schaufelberger errichtet und 1901 um ein fünftes Stockwerk erweitert. |
|      | 75       | 1834–38             |                                | Auch dieses Haus entstand nach einem Entwurf Schaufelbergers. Zusammen mit dem Haus 73/2 geriet es Ende der 1960er-Jahre bei der Grabung des Rolltreppenschachtes des U-Bahnhofs Majakowskaja stark in Mitleidenschaft und musste runderneuert werden. |
|      | 77/1     | 1874                |                                | Das Eckhaus zur Puschkin-Straße hin wurde 1874 vom Architekten P.J.Sjusor erbaut, die Puschkin-Straße wurde zur gleichen Zeit verlegt. Bis 1917 diente das fünfstöckige Gebäude als Zinshaus; bekannte Kurzzeitbewohner waren u. a. die Schriftsteller Alexander Grin und I.A.Bunin. Im Hinterhof wurde 1876 ein öffentliches Badehaus errichtet, das bis in die 1970er-Jahre betrieben wurde. |
|      | 79/2     | 1874                |                                | Das Gebäude sieht dem vorherigen sehr ähnlich aus, beide wurden 1874 vom gleichen Architekten als eine einheitliche symmetrische Komposition an der Einmündung der Puschkin-Straße errichtet. |
|      | 81       | 1851–52             |                                | Das Wohngebäude wurde nach einem Entwurf von A.P.Gemilian erbaut. Die schlichte vierstöckige Fassade wurde in einem spätklassizistischen Stil ausgeführt. |
|      | 83/41    | 1834                | 1881–83                        | Das Eckhaus zum Ligowski-Prospekt stellt das letzte Gebäude der Südseite des Newski-Prospekts vor dem Platz des Aufstandes dar. Es wurde als dreistöckiges Wohngebäude nach einem Entwurf von A.S.Andrejew erbaut und 1881–83 um zwei Etagen erweitert. Ende des 19. Jahrhunderts wurden in dem Haus möblierte Zimmer vermietet, einer der vielen Kurzzeitbewohner war auch der spätere Revolutionsführer Lenin (1891, 1894). |
|      | 85       | 1844–51             | 1967                           | Beim Haus 85 handelt es sich um das Empfangsgebäude des Moskauer Bahnhofs, eines der fünf Fernbahnhöfe Petersburgs. Es wurde nach einem Entwurf K.A.Thons in einem der Neorenaissance ähnlichen Stil eines Rathauses errichtet, ein ursprünglich nahezu identisches Gebäude wurde von Thon mit dem Nikolaus-Bahnhof (dem heutigen Leningrader Bahnhof) in Moskau erbaut, wo die 1851 fertiggestellte Strecke Sankt Petersburg–Moskau endet. Der Anbau des Empfangsgebäudes zum Ligowski-Prospekt hin stammt aus den Jahren 1895–98. Ebendort wurde 1967 das gemeinsame Zugangsvestibül der U-Bahnhöfe Ploschtschad Wosstanija und Majakowskaja erbaut. |
|      | 87       | Anfang 19. Jh.      | 1867                           | Das östliche Gebäude an der Südseite des Platzes des Aufstands wurde als dreistöckiges Wohnhaus erbaut. Der Eckteil wurde 1867 auf vier Etagen aufgestockt, während der sehr schmucklos aussehende linke Flügel, mit dem der alte Teil des Newski-Prospektes beginnt (heute auch mit 87/2 nummeriert), weitgehend unverändert blieb. |
|      | 89       | 2010                |                                | An der Stelle eines zweistöckigen ehemaligen Privathauses aus dem frühen 19. Jahrhundert wurde auf dieser Liegenschaft durch die Park Inn-Kette ein Hotel errichtet. |
|      | 91       | Anfang 19. Jh.      | 1846–50                        | Das vierstöckige Wohnhaus steht genau an der Stelle, wo der ansonsten weitestgehend gerade Newski-Prospekt einen leichten Knick nach Süden macht. Auf der gegenüberliegenden Straßenseite mündet der Suworow-Prospekt in den Newski-Prospekt ein. |
|      | 93       | 1861                |                                | Ein ehemaliges Zinshaus nach dem Entwurf des Architekten E.K.Gernet. Die früheren Wohnungen werden heute als Hotel der lokalen Kette Oteli na Newskom betrieben. |
|      | 95       | 1912                |                                | Das sechsstöckige Zinshaus wurde nach einem Entwurf von L.M.Charlamow erbaut und beinhaltete auch Hofflügel, die bis zur Gontscharnaja-Straße (welche etwas südlich parallel zu diesem Teil des Newski-Prospekts verläuft) reichten. |
|      | 97       | 1874–75             | 1910                           | Auch dieses fünfstöckige Gebäude wurde einst als Zinshaus errichtet (Architekt: M.F.Peterson). 1910 wurde ein Dachgeschoss angebaut. Eine später bekannte Bewohnerin der hier bis 1917 vermieteten Wohnungen war u. a. Lenins Lebensgefährtin N.K.Krupskaja (1890er-Jahre). |
|      | 99–101   | 1996                |                                | Das relativ neue Gebäude wurde als regionaler Hauptsitz der Sberbank errichtet. Zuvor standen auf dem Grundstück zwei Wohnhäuser, deren Bewohner noch in den 1980er-Jahren umgesetzt wurden. |
|      | 103      | 1870                | 1880                           | Erbaut von I.I.Bulanow, wurde das Haus ein Jahrzehnt später zu einem Zinshaus umgebaut und dabei von drei auf vier Etagen aufgestockt. Heute beherbergt es u. a. das Hotel Rinaldi. |
|      | 105      | 1882                |                                | Das fünfstöckige späteklektische Zinshaus nach einem Entwurf von W.A.Reis wird heute zusammen mit dem benachbarten Haus 103 von der Rinaldi-Kette als Hotel genutzt. |
|      | 107      | 1898                |                                | Das Zinshaus wurde 1898 im neoklassischen Stil erbaut. Es zählt fünf Stockwerke plus zwei Dachrisalite, auf denen 1952 dekorative Skulpturen (nicht erhalten) aufgestellt wurden. |
|      | 109      | 1878–79             |                                | Fünfstöckiges klassisches Zinshaus, Architekt: W.M.Nekora. |
|      | 111/3    | 1861–62             |                                | Vierstöckiges Zinshaus an der westlichen Ecke des Prospekts mit der Poltawskaja-Straße, erbaut nach einem Entwurf von A.S.Kirillow. |
|      | 113/4    | 1860er-Jahre        |                                | Langgestrecktes vierstöckiges Wohnhaus, das von der östlichen Ecke zur Poltawskaja-Straße bis hin zur Charkowskaja-Straße reicht. Errichtet wurde es möglicherweise wie das Gebäude 111/3 von A.S.Kirillow. |
|      | 115/2    | 1860–61             |                                | Vierstöckiges Zinshaus an der östlichen Ecke des Prospekts zur Charkowskaja-Straße, errichtet nach einem Entwurf von F.M.Tutyschkin. |
|      | 117      | 1860                |                                | Kleines dreistöckiges Wohnhaus nach einem Entwurf von J.J.Anikin. Das Dachgeschoss wurde erst in den 2000er-Jahren aufgesetzt. |
|      | 119–121  | 1901                |                                | Fünfstöckiges ehemaliges Zinshaus im Stil des Späteklektizismus nach einem Entwurf von P.I.Giljow. Im Zweiten Weltkrieg war es eines der ersten Häuser Leningrads, die bei Luftangriffen der Wehrmacht beschädigt wurden (später wiederhergestellt). |
|      | 123      | 1881–82             |                                | Kleines klassizistisches Wohnhaus mit vier Stockwerken nach einem Entwurf von M.A.Schtschurupow. |
|      | 125      | 1859–61             |                                | Dreistöckiges Wohnhaus in einer sehr einfachen Ausführung durch J.P.Dmitrewski. Im 19. Jahrhundert diente das Erdgeschoss zeitweise als Hotel. |
|      | 127      | 1904                |                                | Vierstöckiges Gebäude, errichtet von E.P.Dekleron als Zinshaus. |
|      | 129      | 1880er-Jahre        |                                | Das fünfstöckige ehemalige Zinshaus nach einem Entwurf von W.A.Reis hebt sich architektonisch von seinen Nachbarn durch eine reichlich dekorierte eklektische Fassade mit einem massiven Erker in Höhe des zweiten und dritten Obergeschosses deutlich ab. |
|      | 131      | 1867                |                                | Wohnhaus, erbaut durch I.I.Bulanow. |
|      | 133–137  | 2004                |                                | Das sehr langgestreckte siebenstöckige Wohnhaus entstand an Stelle dreier in den 1970er-Jahren abgerissener Altbauten. Der Architekt J.L.Gerassimow gestaltete die Fassade in Anlehnung an den frühsowjetischen Konstruktivismus der 1920er-Jahre. |
|      | 139      | 1879–80             |                                | Fünfstöckiges klassisches Zinshaus nach einem Entwurf von E.W.Goldberg. 1884 wurde in einer der Wohnungen der spätere Komponist B.W.Assafjew geboren, ebenso wurde 1907 der spätere Liedermacher W.P.Solowjow-Sedoi hier geboren; letzterer lebte hier zudem in den Jahren 1936–41. |
|      | 141–145  | 1934–36             |                                | Errichtet nach einem Entwurf von A.L.Lischnewski an einem zuvor von drei Häusern belegten Grundstück, ist dieses sechsstöckige Wohngebäude mit zwei Seitenflügeln eines der wenigen Häuser im Stil des Sozialistischen Klassizismus (sog. „Stalin-Wohnhäuser“) auf dem Newski-Prospekt. |
|      | 147–149  | 1905–07             |                                | Sechsstöckiges Jugendstil-Wohnhaus nach einem Entwurf von P.N.Batujew, wird heute größtenteils als Hotel betrieben. |
|      | 151      | 1895                |                                | Das sechsstöckige Wohnhaus gehörte ursprünglich dem nahe gelegenen Alexander-Newski-Kloster und wurde für das Lehrpersonal des dortigen Priesterseminars errichtet. |
|      | 153      | 1901–03             |                                | Auch dieses fünfstöckige Haus wurde im Auftrag des Alexander-Newski-Klosters erbaut. Ein Teil der Wohnungen wurde vom Klerus bewohnt, der Rest an Privatpersonen vermietet. Heute sind im Haus nur noch Büros ansässig. |
|      | 155      |                     |                                | Viergeschossiges Wohnhaus. |
|      | 157      |                     |                                | Schulgebäude auf dem zum Gymnasium Nr. 168 (Haus 167–169) gehörenden Grundstück. |
|      | 163      | 1868                |                                | Vierstöckiges Wohnhaus, gehörte ursprünglich dem Alexander-Newski-Kloster, heute teilweise als Hotel genutzt. |
|      | 167–169  | 1937                |                                | Erbaut als Kinderheim, beherbergte das Gebäude im Zweiten Weltkrieg ein Hospital, seit den 1950er-Jahren ist hier eine Schule (seit 1995: Gymnasium Nr. 168) untergebracht. |
|      | 173      | 19. Jh.             | 1940er–1950er-Jahre            | Ursprünglich dreigeschossiges Wohnhaus, beim Wiederaufbau nach kriegsbedingten Zerstörungen auf fünf Etagen aufgestockt. |
|      | 175      | 1950er-Jahre        |                                | Das fünfstöckige Wohnhaus im Stil des Sozialistischen Klassizismus entstand in der Nachkriegszeit an der Stelle eines zerstörten Gebäudes. Links des Hauses, einige Meter nach hinten gerückt, steht das Eingangsgebäude des U-Bahnhofs Ploschtschad Alexandra Newskowo-2. |
|      | 177      | 18. Jh.             |                                | Letztes Gebäude an der ungeraden Prospektseite vor dem Alexander-Newski-Platz, eines der beiden zweistöckigen Häuser, die bei der Verlegung des Prospekts vom Alexander-Newski-Kloster in Richtung Westen errichtet wurden (das zweite (Hausnummer 190) befindet sich direkt gegenüber). |

## Gerade Seite
| Bild | Haus-Nr. | Baujahr             | ggf. Umbau              | Kommentare |
| ---- | -------- | ------------------- | ----------------------- | --- |
|      | 2        | 1768–75             | 1845–46                 | Das frühklassizistische dreistöckige Haus an der Ecke zum Palastplatz wurde als Sitz der „Freien Ökonomischen Gesellschaft“ erbaut und diente als solcher bis 1844. Beim Umbau durch I.D.Tschernik wurden die Gestalt der Fassaden besser an das Ensemble des Palastplatzes abgestimmt. |
|      | 4        | 1777–78             | 19. Jh. (mehrfach)      | Bei den Umbauten im 19. Jahrhundert wurden zwei Wohnhäuser aus dem späten 18. Jahrhundert zu diesem fünfstöckigen klassizistischen Gebäude vereinigt. Heute ist das Haus Sitz der regionalen Militärstaatsanwaltschaft. |
|      | 6        | 1770er-Jahre        | Anfang 19. Jh.; 20. Jh. | Spätklassizistisches Wohnhaus. Von Mai bis August 1836 hauste der bekannte Maler K.P.Brüllow in einer der Wohnungen. Das fünfte Geschoss wurde erst zu Sowjetzeiten aufgebaut. |
|      | 8        | 1760er-Jahre        | 1830er-Jahre            | Vierstöckiges klassizistisches Wohnhaus. Die Greifen-Basreliefs an der Fassade direkt unter dem Dachgesims wurden beim Umbau in den 1830er-Jahren aufgetragen. |
|      | 10       | 1760er-Jahre        |                         | Das Wohngebäude wurde in ähnlichen frühklassizistischen Formen wie das benachbarte Haus 8 errichtet und ist, im Unterschied zu letzterem, weitgehend im Originalzustand erhalten. Zu Sowjetzeiten diente es als Studentenwohnheim, seit den 1990er-Jahren befinden sich dort Sitze diverser Firmen. |
|      | 12       | 1910–11             |                         | Der Vorgängerbau dieses Hauses entstand gleichzeitig mit den benachbarten Gebäuden in den 1760er-Jahren und wurde Anfang des 20. Jahrhunderts abgebrochen. Auf dem Grundstück entstand nach einem Entwurf von W.I.Van-der-Gucht der fünfstöckige Sitz einer Privatbank. Die Fassade wurde neoklassizistisch mit vereinzelten Elementen des Jugendstils gestaltet. |
|      | 14       | 1939                |                         | Auch hier stand ursprünglich ein Haus aus den 1760er-Jahren. Anfang des 20. Jahrhunderts wurde es abgerissen, das freie Grundstück wurde erst in den 1930er-Jahren durch das Vordergebäude der Schule Nr. 210 bebaut, stilistisch stimmte es der Architekt B.R.Rubanenko an das neoklassische Haus 12 ab. Während der Leningrader Blockade wurde unten an der Fassade das bis heute als ein Denkmal jener Jahre erhaltene Warnschild „Bürger! Bei einem Artilleriebeschuss ist diese Straßenseite besonders gefährlich“ angebracht. |
|      | 16/7     | 1760er-Jahre        | 1880–81                 | Frühklassizistisches Wohnhaus nach einem Entwurf von A.W.Kwassow an der Kreuzung des Prospekts mit der Großen Seestraße (Bolschaja Morskaja Uliza). Ende des 18. Jahrhunderts befand sich hier das Hotel London (bevor es das Haus 1/4 nutzte). Beim Umbau 1880–81 durch L.F.Sperer wurde die fünfte Etage aufgesetzt. |
|      | 18/12    | 1741                | 1812–15                 | Das vierstöckige Eckhaus reicht von der Großen Seestraße bis zum Moika-Ufer. Errichtet nach einem Entwurf von M.G.Semzow, ist es eines der ältesten Häuser auf dem Prospekt. Beim Umbau 1812–15 durch W.P.Stassow wurde die zuvor barocke Fassade klassizistisch gestaltet. Das Konditoreicafé, das im 19. Jahrhundert im Bereich der Ecke zum Moika-Ufer betrieben wurde, war ein beliebter Treffpunkt von Autoren und Dichtern; unter anderem weilte hier Puschkin, bevor er sich auf den Weg zu seinem für ihn tödlich ausgegangenen Duell gemacht hat. In den ehemaligen Räumen dieser Konditorei ist seit 1985 das Literaturcafé untergebracht.                 |
|      | 20/44    | 1831–37             |                         | Das dreistöckige Gebäude an der Ecke zum östlichen Moika-Ufer wurde von P.P.Jacot im Auftrag der Holländischen Reformationskirchengemeinde in einem spätklassizistischen Stil erbaut. Das Haus stellt eine sonst ungewöhnliche Kombination aus einem Gotteshaus (sichtbar im Mittelbereich durch einen korinthischen Portikus vor dem Eingangsportal und eine flache Kuppel auf dem Dach) sowie einem Wohn- und Büroteil dar. Als Kirche diente das Gebäude noch bis 1927, heute befindet sich im Bereich unter der Kuppel eine Bibliothek. |
|      | 22–24    | 1830er-Jahre        | 1910–11                 | Das Grundstück zu den Hausnummern 22 und 24 wurde in den 1720er-Jahren der deutschen Evangelisch-Lutherischen Gemeinde überlassen. Die erste Kirche, nach rund 100 Jahren baufällig geworden, wurde 1833–38 durch das bis heute erhaltene Gotteshaus (Sankt-Petri-Kirche) nach einem Entwurf von A.P.Brüllow ersetzt. Die beiden die Kirche umzingelnden Gemeindehäuser (links der Kirche das Haus 22, rechts das Haus 24) wurden ebenfalls in den 1830er-Jahren errichtet und 1910–11 durch W.E.Kollins jeweils um zwei Etagen aufgestockt. |
|      | 26/16    | 1873–74             |                         | Das fünfstöckige Haus mit einer späteklektischen Fassade stammt aus einem Entwurf von W.A.Kenel. Vor der Oktoberrevolution wurde es als Zinshaus genutzt, danach zeitweise als finnländisches und später britisches Konsulat. Heute residieren u. a. mehrere Kreditinstitute in dem Gebäude an der östlichen Ecke zur Malaja-Konjuschennaja-Straße. |
|      | 28/21    | 1902–04             |                         | Das Jugendstilgebäude an der Ecke zum Ufer des Gribojedow-Kanals entstand nach einem Entwurf von P.J.Sjusor und diente bis 1922 als Petersburger Sitz des US-amerikanischen Nähmaschinenherstellers Singer. Auch heute noch ist das Haus, das u. a. durch ungewöhnlich große Fenstereinfassungen sowie eine mit einem Globus bekrönte Glaskuppel über dem Eckbereich auffällt, gemeinhin als Singer-Haus bekannt. Seit 1919 beherbergen die beiden unteren Etagen des Gebäudes das Haus des Buches, die größte Buchhandlung Petersburgs. 2006–08 wurden die Innenräume umfassend renoviert und die Buchhandlung dabei merklich erweitert.                            |
|      | 30/16    | 1759–61             | 1829–32                 | Das Wohnhaus an der östlichen Ecke zum Kanalufer wurde in seiner ursprünglichen Ausführung von B.F.Rastrelli konzipiert, erst beim Umbau 1829–32 durch P.P.Jacot (bei dem es von drei auf vier Etagen aufgestockt wurde) nahm die Fassade die heutigen klassischen Formen an. Im Zweiten Weltkrieg bei einem Bombardement stark beschädigt, wurde das Haus 1944–48 als eines der ersten in Leningrad wiederhergestellt. 1967 wurde das Erdgeschoss des Eckteils umgebaut, dabei wurde dort das gemeinsame Zugangsvestibül der U-Bahnhöfe Newski Prospekt und Gostiny Dwor eingerichtet.                                                                              |
|      | 32–34    | 1751–82             | 1894–95                 | Das Grundstück befand sich seit 1738 im Besitz der Römisch-katholischen Gemeinde, die hier 1751–53 zwei dreistöckige Gemeindehäuser (die heutigen Häuser 32 und 34) sowie 1763–82 zwischen diesen Häusern etwas in den Hintergrund gerückt die Katharinenkirche – bis heute das wichtigste katholische Gotteshaus Petersburgs – errichten ließ. Die Häuser wurden beim Umbau Ende des 19. Jahrhunderts auf je fünf Etagen aufgestockt. Das teils barocke Kirchengebäude nach Entwürfen von Domenico Trezzini, Jean-Baptiste Vallin de La Mothe und Antonio Rinaldi wurde 1938 geschlossen und entwidmet, seit 1992 dient es wieder als katholisches Gotteshaus.      |
|      | 36/1     | 1824                | 1873–75                 | Das Haus wurde bei der Verlegung der Michailowskaja-Straße, an deren Ecke es steht, von P.I.Gaberzettel und A.I.Melnikow errichtet. Die beiden hatten zugleich das Haus 1 an der Michailowskaja-Straße erbaut, dessen Fassade eine abweichende, an das Ensemble der neuen Straße abgestimmte Gestalt annahm. 1873–75 gestaltete Ludwig Fontana beide Häuser zu einem gemeinsamen Hotelgebäude um; das heutige Grand Hotel Europe ist das berühmteste Fünf-Sterne-Haus Petersburgs. Die Fassade zum Newski-Prospekt hin wurde in klassizistischem Stil gehalten. |
|      | 38/4     | 1730er-Jahre        | 1839; 1898              | Das andere Haus an der Einmündung der Michailowskaja-Straße wurde 1839 mit Beteiligung des klassizistischen Stadtbaumeisters Carlo Rossi umgestaltet und diente lange Zeit als Wohnhaus. Nachdem es 1881 von einer Bank erworben wurde, erfolgte 1898 ein Umbau unter Leitung von L.N.Benois, bei dem u. a. der Innenhof zu einer atriumähnlichen Schalterhalle mit Glasdach umgestaltet wurde. |
|      | 40–42    | 1771–98             | 1835–37                 | Ähnlich den anderen auf dem Prospekt vertretenen Gemeinden (siehe etwa Haus 32–34) ließ die Armenische Apostolische Kirchengemeinde auf diesem Grundstück, das sie 1770 erhielt, ihr Gotteshaus sowie zwei Gemeindehäuser beiderseits davon bauen. Die klassizistische Armenische Katharinenkirche wurde 1771–80 nach einem Entwurf von Georg Friedrich Veldten errichtet, der zeitgleich auch das Haus 42 entwarf. Dieses Haus erhielt beim Umbau 1835–37 eine vierte Etage, wohingegen das erst in den 1790er-Jahren errichtete Haus 40 ohne größere Erweiterungen erhalten ist.                                                                                   |
|      | 44       | 1908–10             |                         | Das fünfstöckige Gebäude wurde als Sitz der Sibirischen Handelsbank im neoklassischen Stil nach einem Entwurf von B.I.Girschowitsch errichtet. Im Erdgeschoss befindet sich schon seit den Anfangszeiten des Hauses das Konditoreicafé Sewer. |
|      | 46       | 1901–02             |                         | Errichtet als multifunktionelles Bürogebäude nach einem Entwurf von L.N.Benois, ist dieses fünfstöckige Haus ein früher Repräsentant des Jugendstils auf dem Newski-Prospekt. |
|      | 48       | 1846–48             | 1900                    | Das dreistöckige Neorenaissance-Gebäude nach einem Entwurf von R.A.Scheljasewitsch wurde von Anfang an als eine Ladenpassage nach dem Vorbild solcher Handelsbauten in europäischen Hauptstädten konzipiert. Die von einer gläsernen Konstruktion überdachte Galerie heißt bis heute Passasch (wörtlich „Passage“) und war die erste ihrer Art in Petersburg. Es hatte neben Ladenflächen auch eine Konzerthalle, die im 19. Jahrhundert ein Zentrum des kulturellen Lebens der Stadt war. |
|      | 50/15    | Ende 18. Jh.        | 1876                    | Erbaut an der Ecke zur Sadowaja-Straße im frühklassizistischen Stil, wurde dieses Wohnhaus beim Umbau 1876 durch A.A.Schtschedrin auf die heutigen vier Etagen aufgestockt. Die offene Galerie im unteren Teil entstand in den 1960er-Jahren beim Bau des ersten Fußgänger-Straßentunnels Leningrads, der hier einen seiner Zugänge hat (gleichzeitig ist es ein Zugang der U-Bahn-Station Newski Prospekt). |
|      | 52/14    | 1740er-Jahre        | 1850                    | Die östliche Ecke zur Sadowaja-Straße wurde in den 1740er-Jahren mit einem einstöckigen Privathaus bebaut. Bei der Erweiterung 1850 wurde es dreigeschossig und erhielt die heutige Fassadengestalt. Seit 1937 residiert das älteste professionelle Puppentheater Russlands in dem Gebäude. Die Galerien im Erdgeschoss entstanden auch hier erst beim Bau des Fußgängertunnels bzw. der U-Bahn in den 1960ern. |
|      | 54/3     | 1740er–1750er-Jahre | 1882–83                 | In den 1750er-Jahren wurden zwei Häuser auf dem Graf I.I.Schuwalow gehörenden Grundstück durch ihre Vereinigung zu diesem klassizistischen Gebäude, das einige Jahre später vom Industriellen N.N.Demidow erworben und in seinem Auftrag zu einem Hotel umgebaut wurde. Besonders bekannt wurde dieses Hotel später als derjenige Ort, an dem der Schriftsteller Turgenew seine spätere Lebensgefährtin Pauline Viardot-Garcia kennenlernte. 1882–83 wurden beim Umbau durch P.J.Sjusor die dritte und die vierte Etage aufgebaut, die beiden schmucken Erker des dritten und vierten Stockwerks sowie die Dachkuppel an der Ecke stammen ebenfalls aus dieser Zeit. |
|      | 56/8     | 1863                | 1900–03                 | Als Feinkostladen Jelissejew ist das Haus an der östlichen Ecke zur Malaja-Sadowaja-Straße eines der bekanntesten auf dem Prospekt. Ursprünglich ein von A.I.Tichobrasow gestaltetes Wohngebäude, wurde es bis 1903 im Auftrag der Lebensmittel- und Kolonialwareneinzelhandel betreibenden Jelissejew-Brüder umgebaut, wobei im Eckbereich nach einem Entwurf von G.W.Baranowski die markante Ladenhalle mit einer reichlich geschmückten Jugendstilfassade entstand. Auch zu Sowjetzeiten und lange danach diente der ehemalige Feinkostladen als Lebensmittelhandlung.                                                                                            |
|      | 58       | 1896–98             |                         | Das vierstöckige neoklassische Gebäude wurde nach einem Entwurf von S. A. Brschosowski als Sitz der „St. Petersburger Internationalen Handelsbank“ errichtet. Seit 1991 ist hier u. a. eine Hochschule für Bankwesen ansässig. |
|      | 60       | 1780er-Jahre        | 1858                    | Erbaut als zweistöckiges Wohnhaus, wurde das Gebäude 1858 durch G.I.Wintergalter rekonstruiert und aufgestockt, die Fassade erhielt dabei ihre klassizistische Gestalt. 1913 wurde im Innenhof ein Kinotheater errichtet. Dieses heißt seit 1932 Aurora und besteht unter diesem Namen bis heute, selbst in den Jahren der Belagerung setzte es seinen Betrieb fort. |
|      | 62       | 1896–98             |                         | Erbaut wurde das Haus nach einem Entwurf von B.I.Girschowitsch als Sitz der Asower Kommerz-Bank. Die späteklektische Fassade fällt durch ihre asymmetrische Komposition mit einem an die barocke Architektur angelehnten Dachrisalit im linken Bereich auf. 2003–08 war im Erdgeschoss das Haus des Buches provisorisch untergebracht, während das Singer-Gebäude (Haus 28/21) wegen Renovierung geschlossen war. |
|      | 64/11    | 1780er-Jahre        | 1881–82                 | Klassizistisches, ursprünglich dreigeschossiges Zinshaus an der Ecke zur Karawannaja-Straße, zu dessen Bewohnern u. a. in den Jahren 1822–26 der Dichter W.A.Schukowski zählte. Beim Umbau 1881–82 durch W.A.Prussakow wurden zwei weitere Etagen sowie die charakteristischen einkantigen Erker aufgebaut. |
|      | 66/28    | 1799–1806           | 1877–78                 | Das fünfstöckige Gebäude erstreckt sich von der Karawannaja-Straße bis zum Ufer der Fontanka. Es wurde 1877–78 auf die heutige späteklektische Form einschließlich einer Aufstockung um zwei obere Geschosse umgebaut. Ende des 19. Jahrhunderts diente es als Mietshaus, prominente Bewohner waren u. a. Schriftsteller A.I.Kuprin (1893) und Dichter Andrei Bely (1905, 1906). Die 1934 im Erdgeschoss eröffnete und bis heute betriebene Buchhandlung war einer der wenigen Läden Leningrads, die auch in den Monaten der Belagerung geöffnet blieben. |
|      | 68/40    | 18. Jh.             | 1947–50                 | Das neoklassische Gebäude östlich der Fontanka nahm erst in den 1940er-Jahren seine heutige Gestalt an, als mehrere im Krieg stark beschädigte Häuser an dieser Stelle (darunter das vierstöckige Eckhaus aus dem Jahr 1840) zu diesem einen Haus nach einem Entwurf von B.N.Schurawljow und I.I.Fomin vereinigt und umgebaut wurden. Zu Sowjetzeiten wurde es als Verwaltungsgebäude eines der Stadtbezirke genutzt. |
|      | 70       | 1810er–1830er-Jahre |                         | Dreistöckiges Haus in einfachen klassizistischen Formen. Zu Sowjetzeiten beherbergte es das „Haus der Journalisten“. |
|      | 72       | 1909–10             |                         | Jugendstil-Zinshaus nach einem Entwurf von S.I.Minasch. Gleichzeitig mit dem Vorderhaus wurde im Innenhof das Kino Kristall-Palace errichtet, das mit einer Unterbrechung in den 1920er-Jahren bis heute besteht. |
|      | 74       | Ende 18. Jh.        | 1886–87                 | Ursprünglich ein dreistöckiges Privathaus. Beim Umbau in den 1880ern (Architekt: W.M.Nekora) wurden die vierte und die fünfte Etage sowie die viereckigen Erker aufgebaut. |
|      | 76/63    | 1810                | 1877                    | Erstes Gebäude an der Ecke zum Liteiny-Prospekt. Die heutige, fünfstöckige Fassade entstand beim Umbau durch W.M.Nekora. 1850–74 befand sich das vornehme Restaurant Palkin in dem Haus, bevor es an seine heutige Adresse (direkt gegenüber, Haus 47/1) gezogen war. |
|      | 78/64    | 1810er-Jahre        | 1870–74                 | Bis in die 1870er-Jahre ähnelten sich die beiden Häuser an der Ecke zum Liteiny-Prospekt weitgehend. Beim anschließenden Umbau verlieh J.P.Wargin der Fassade des Gebäudes eigene, eklektische Züge. Einer der Bewohner des Hauses war Ende des 19. Jahrhunderts der spätere berühmte Architekt A.W.Schtschussew. |
|      | 80       | 1800er-Jahre        | 1872–73; 1913–14        | Der Umbau in den 1870ern im eklektischen Stil erfolgte unter Leitung von M.A.Makarow, danach befanden sich möblierte Gästezimmer im Haus. Bei der Erweiterung 1913–14 erhielt die Fassade das heutige neoklassische Aussehen, zudem wurde ein Hofflügel mit einem Kinotheater errichtet. |
|      | 82       | 1834                |                         | Vierstöckiges klassizistisches Wohnhaus nach einem Entwurf von J.A.Brjun. In den 1860er-Jahren lebte der Schriftsteller N.S.Leskow im Haus. |
|      | 84       | 1862                |                         | Einfaches fünfgeschossiges Wohngebäude nach einem Entwurf von A.K.Kolman. Obwohl über eine eigene Hausnummer verfügend, steht es im Innenhof des Hauses 86 und ist nicht von der Seite des Prospekts sichtbar. |
|      | 86       | 1760er-Jahre        | 1814–18; 1835           | Klassizistisches ehemaliges Privatwohnhaus. Der Giebel mit dem ionischen Portikus in der Fassadenmitte entstand beim Umbau 1814–18 durch M.A.Owsjannikow. 1835 gestaltete Gaspare Fossati das Interieur einschließlich der Paradesäle neu. Im 19. Jahrhundert beherbergte das kleine Palais den Englischen Club, ab 1882 gehörte das Haus dem Kunstsammler N.B.Jussupow, der hier Ausstellungen veranstaltete. Zu Sowjetzeiten wurde hier das Zentrale Haus der Kunstschaffenden untergebracht. |
|      | 88       | 19. Jh.             | 1910–11                 | Vierstöckiges Haus mit einer schlichten spätklassizistischen Fassade. Die beiden Hinterhäuser, in denen seit ihrem Bau u. a. lange Zeit ein Kino betrieben wurde, entstanden 1910–11 nach einem Entwurf von A.S.Chrenow. |
|      | 90       | Ende 18. Jh.        | 1866–67                 | Zusammen mit dem Haus 92 sowie dem gemeinsamen Hinterhaus bildete dieses Gebäude seit dem späten 18. Jahrhundert ein gemeinsames Ensemble. Beim Umbau in den 1860ern durch A.K.Bruni wurde das Haus 90 auf vier Etagen aufgestockt und um Hofflügel erweitert. Das heutige zentrale Hinterhaus stammt aus den Jahren 1898–99. |
|      | 92       | Ende 18. Jh.        | 1903–04                 | Die heutige Fassadengestaltung stammt vom Umbau Anfang des 20. Jh. durch A.P.Schilzow und A.M.Kotschetow. Das eklektische Gebäude wirkt, obwohl ebenfalls viergeschossig, etwas höher und reichlicher dekoriert als das zeitgleich entstandene Haus 90 und das gemeinsame Hinterhaus. |
|      | 94/2     | Ende 18. Jh.        | 1870er-Jahre            | Ehemals dreistöckiges Wohnhaus, das nach der Verlegung der heutigen Majakowski-Straße Mitte des 19. Jh. zum Eckhaus wurde und kurz darauf durch eine vierte Etage aufgestockt wurde. |
|      | 96/1     | Ende 18. Jh.        | 1839; 1870–71           | Zweites Eckgebäude zur Majakowski-Straße. Beim Umbau 1839 durch A.C.Pel wurde es auf die heutigen vier Etagen aufgestockt, in den 1870er-Jahren baute M.A.Makarow u. a. den Dachrisalit auf und gestaltete die Fassade mit zusätzlichem Dekor um. |
|      | 98       | Anfang 19. Jh.      | 1868                    | Viergeschossiges Wohnhaus. 1868 gestaltete M.A.Makarow die Fassade in schlichten klassizistischen Formen. Heute befindet sich im Gebäude das Hotel Newski 98. |
|      | 100      | 1866–67             |                         | Das eklektische vierstöckige Wohnhaus mit auffälligen arkadenähnlichen Fenstereinfassungen in den beiden oberen Geschossen der Fassade wurde von M.A.Makarow, der zeitgleich die Häuser 96 und 98 umgestaltete, errichtet. Im Hof baute L.L.Fufajewski 1907 ein rundliches Gebäude, das seit 1913 als Kino (heutiger Name: Colosseum) dient. |
|      | 102      | 1877                | 1902                    | Klassizistisches Wohnhaus nach einem Entwurf von I.I.Bulanow, aufgestockt 1908 durch A.S.Chrenow. |
|      | 104      | 1902–03             |                         | Viergeschossiges Wohnhaus nach einem Entwurf von M.A.Melnikow. Die obere Etage beherbergt seit 1988 ein Theater. |
|      | 106      | Ende 18. Jh.        | 1873–74                 | Wohnhaus, das beim Umbau 1873–74 durch W.M.Nekora fünfgeschossig wurde und die heutige schmucke Fassadendekoration einschließlich des barock anmutenden Dachrisalits erhielt. |
|      | 108      | Anfang 19. Jh.      | 1862                    | Wohnhaus mit dem 1913–14 im Hof errichteten Kinotheater Newa. |
|      | 110      | Anfang 19. Jh.      | 1879                    | Eklektisch dekoriertes Wohnhaus. Der Umbau 1879 wurde von I.I.Grigorjew durchgeführt. |
|      | 112      | Anfang 19. Jh.      | 1866                    | Viergeschossiges Wohnhaus mit einer schmuck dekorierten eklektischen Fassade nach M.A.Makarow. |
|      | 114      | 2010                |                         | Neubau, errichtet an Stelle eines Wohnhauses aus dem frühen 19. Jahrhundert unter teilweiser Beibehaltung des Originaldekors. Im November 2010 erfolgte hier sowie im ebenfalls nachgebauten Haus 116 die Eröffnung des Einkaufszentrums Stockmann-Newski. |
|      | 116/2    | 2010                |                         | Letztes Haus an der Nordseite des Prospekts vor dem Platz des Aufstandes. Auch dieses Gebäude wurde 2010 für die neue Einkaufspassage errichtet, die vierstöckige Fassade zum Newski-Prospekt wiederholt im Wesentlichen das Vorgängerhaus aus dem Jahr 1842, das Anfang der 2000er-Jahre baufällig wurde und umgesiedelt werden musste. |
|      | (ohne)   | 1955                |                         | Das Nordvestibül des U-Bahnhofs Ploschtschad Wosstanija befindet sich zwischen der Straße des Aufstands und dem Ligowski-Prospekt und eröffnet den Platz an seiner Nordseite. Das von einer Rotunde abgeschlossene rundliche Gebäude (Architekten: W.W.Gankewitsch, B.N.Schurawljow und I.I.Fomin) wurde an der Stelle einer Kirche errichtet, die um 1940 abgebrochen wurde. |
|      | 118      | 1845–51; 1930       | 1900er-Jahre            | Das Hotelgebäude an der Nordseite des Platzes des Aufstandes wurde durch A.P.Gemilian weitgehend zeitgleich mit dem gegenüberliegenden Moskauer Bahnhof erbaut und prägt zusammen mit diesem das Ensemble des Platzes. 1930 wurde das Anfang des 20. Jahrhunderts auf sechs Etagen aufgestockte Hotel, das seit den 1920er-Jahren und bis heute Oktjabrskaja heißt, nochmals umgebaut, dabei wurde die Dekoration der klassischen Fassade vereinfacht. |
|      | 120      | 1868–69             |                         | Vierstöckiges Wohnhaus nach einem Entwurf von A.I.Klimow, das den Anfang der Nordseite des Prospektes nach dem Platz des Aufstandes bildet. |
|      | 122      | 1871                |                         | Vierstöckiges Zinshaus, das bei nachträglichen Umbauten auf die exakt gleiche Höhe des Dachgesimses wie das Haus 120 gebracht wurde. Der Entwurf von 1871 stammt von A.I.Lange. 1879 diente eine der Wohnungen der Terrororganisation Narodnaja Wolja als geheime Sprengstoff-Werkstatt. |
|      | 124      | 1890                |                         | Kleines Wohnhaus nach einem Entwurf von F.N.Sobolewski. Die zum Newski-Prospekt sowie zur hier einmündenden Ersten Sowetskaja-Straße gewandte Fassade ist an der Prospekt-Seite mit zwei massiven Erkern versehen, die zugleich als Träger der beiden Balkons der dritten Etage dienen. Das Dachgeschoss wurde bei der Restauration nach dem Zweiten Weltkrieg aufgebaut. |
|      | 126      | 1883                |                         | Dreistöckiges Zinshaus, erbaut von G.I.Karpow an der Ecke zum heutigen Suworow-Prospekt. |
|      | 128      | 19. Jh.             |                         | Wohnhaus an der östlichen Ecke zum Suworow-Prospekt. Im Bereich des Hauses macht die Straßenlinie den Knick in südöstliche Richtung. |
|      | 130      | 1874–75             |                         | Viergeschossiges Wohnhaus nach einem Entwurf von K.K.Zigler. Die Fassade ist reichlich mit Ornamenten und der zentralen Komposition aus einem Erker und einem Dachrisalit dekoriert. |
|      | 132      | 1877–81             |                         | Zinshaus, das vom Architekten A.I.Klimow mit einer originell gestalteten Fassade im Stil der italienischen Palastarchitektur versehen wurde. |
|      | 134      | 1898                |                         | Fünfgeschossiges Wohnhaus nach einem Entwurf von M.A.Andrejew. Die Fassade der ersten drei Stockwerke ist stilistisch an das Vorgängerhaus auf dieser Liegenschaft angelehnt. |
|      | 136–138  | 1896–98             |                         | Fünfgeschossiges ehemaliges Wohnhaus, das heute zwei kleine Hotels sowie Büros beherbergt. |
|      | 140      | 1901–02             |                         | Zinshaus an der Ecke zur Degtjarnaja-Straße. Den Eckbereich schmückte der Architekt A.S.Chrenow mit einem runden Erker aus, der von einem dekorativen Türmchen gekrönt wird. |
|      | 142      | 1877–80             |                         | Das langgestreckte Zinshaus bildet die Ecke des Prospekts sowohl zur Degtjarnaja-Straße als auch zum Bakunin-Prospekt. Zwischen 1905 und 1906 diente eine der Wohnungen dem späteren Revolutionsführer Lenin als illegale Unterkunft. |
|      | 144–146  | 1930er-Jahre        |                         | Eines der wenigen frühsowjetischen Bauwerke auf dem Newski: Fünfgeschossiges Wohngebäude nach einem Entwurf von I.A.Waks im Stil des Konstruktivismus. Das Haus reicht vom Bakunin-Prospekt bis zur Poltawskaja-Straße. |
|      | 148      | 1883–84             | 1930er-Jahre            | Die ersten drei Etagen dienten anfangs als Handelsgebäude eines benachbarten Marktes, später wurden zwei Wohnetagen aufgestockt, wobei das ehemalige Dachgesims zwischen der dritten und vierten Etage bis heute sichtbar ist. |
|      | 150      | 1880                |                         | Zinshaus an der Ostecke zur Poltawskaja-Straße; erbaut von F.F.Solowjow an der Stelle eines Marktes. |
|      | 152      | 2008                |                         | Achtgeschossiges Wohn- und Bürogebäude nach einem Entwurf von J.L.Gerassimow. |
|      | 154      | 1898                |                         | Fünfstöckiges Wohnhaus mit einer streng symmetrischen, klassizistisch dekorierten Fassade nach einem Entwurf von A.W.Iwanow. |
|      | 156      | 1910–12             |                         | Sechsstöckiges Zinshaus. In der Gestaltung der Fassade durch Gustav von Goli wurden u. a. Keramikkacheln verwendet. |
|      | 158      | 1874                |                         | Viergeschossiges Zinshaus nach einem Entwurf von I.I.Bulanow. |
|      | 160      | 1878–80             |                         | Zinshaus nach einem Entwurf von G.A.Solowjow, der die Eckfassade zur Perekupnoi-Gasse reichlich mit Ornamenten, Erkern und barocken Dachrisaliten ausschmückte. 1944–50 lebte hier der Komponist und Liedermacher W.P.Solowjow-Sedoi (der im Haus 139 auf dem Newski geboren wurde). |
|      | 162      | 1874                | 1898–99                 | Einfach ausgeführtes Zinshaus. Der ursprüngliche Entwurf stammte von M.A.Schtschurupow, der Umbau einschl. der Aufstockung auf fünf Etagen von P.M.Mulchanow. |
|      | 164      | 1880–81             |                         | Fünfgeschossiges Zinshaus nach einem Entwurf von M.A.Andrejew. |
|      | 166      | 1880–82             |                         | Zinshaus, erbaut von A.A.Dokuschewski. |
|      | 168      | 1880                | 1898–99                 | Zinshaus mit einer von A.I.Klimow auffällig dekorierten, späteklektischen Fassade mit vereinzelten Stilelementen aus dem russischen Historismus (der in der Petersburger Profanarchitektur ansonsten kaum vertreten ist). Die fünfte Etage wurde 1899 durch W.R.Kursanow ergänzt. |
|      | 170      | 1897–98             |                         | Fünfgeschossiges Zinshaus an der westlichen Ecke zur Ispolkomskaja-Straße, erbaut von P.J.Sjusor. |
|      | 172      | 19. Jh.             | 1879                    | Zweites Gebäude an der Kreuzung mit der Ispolkomskaja-Straße, wurde von W.M.Nekora aus einem dreistöckigen Wohnhaus unter Hinzufügung von zwei Etagen umgebaut. |
|      | 174      | 1863–69             | 20. Jh.                 | Das langgestreckte Gebäude befand sich bis zur Oktoberrevolution in kirchlicher Nutzung und diente u. a. als Waisenhaus. Die fünfte Etage und das Dachgeschoss wurden erst im 20. Jahrhundert aufgebaut. Seit den Sowjetzeiten residiert die Verwaltung des Zentralen Stadtbezirks in dem Haus. |
|      | 176      | 1886                |                         | Das etwas in den Hintergrund gerückte dreistöckige Gebäude wurde anfangs als Mädchenschule der Kirchengemeinde beim Alexander-Newski-Kloster genutzt. Heute beherbergt es gemeinsam mit dem benachbarten Haus 174 die Bezirksverwaltung. |
|      | 178      | 1845                | 20. Jh.                 | Erbaut als Wohnhaus des Geistigen Konsistoriums beim Alexander-Newski-Kloster durch K.I.Brandt und umgestaltet im 20. Jahrhundert. |
|      | 180      | 1893                | 1950er-Jahre            | Wohnhaus, das im 19. und frühen 20. Jh. dem Alexander-Newski-Kloster gehörte und als Mietshaus betrieben wurde. Bei der Restauration nach dem Zweiten Weltkrieg wurde die fünfte Etage aufgebaut. |
|      | 182      | 1893                | 1950er-Jahre            | Wie das Haus 180 wurde es von G.I.Karpow als Zinshaus des Klosters errichtet. |
|      | 184–188  | 1955                |                         | Fünfgeschossiges Wohnhaus aus der frühen Nachkriegszeit, erbaut von A.W.Wassiljew an der Stelle von drei Wohnhäusern des Alexander-Newski-Klosters. |
|      | 190      | 18. Jh.             |                         | Eines der beiden zweistöckigen Häuser am Übergang des Prospekts zum Alexander-Newski-Platz, die bei der Verlegung des alten Prospektteils als erstes errichtet wurden. Bis ins 20. Jahrhundert diente es dem nahe gelegenen Kloster als Wohnhaus, und auch heute befindet sich dort eine Kirchenutensilienhandlung. |